# 程晓阳
程晓阳，中华人民共和国政治人物、全国脱贫攻坚先进个人。

## 生平
程晓阳任休宁县榆村乡藏溪村党支部副书记、扶贫工作队副队长，黄山市市场监督管理局综合行政执法支队市场规范科科长。因在脱贫攻坚战中作出突出贡献，2021年2月25日全国脱贫攻坚总结表彰大会上，程晓阳被授予“全国脱贫攻坚先进个人”。